# Tri Yann
Tri Yann és un grup bretó de música cèltica que té el seu origen en els anys 70 a Nantes (en bretó Naoned). És una de les poques bandes bretones que han sobreviscut des de l'auge del folk rock dels anys 60.

## Nom del grup
El nom vol dir "els tres Joans". Aquest nom esdevé de la formació inicial del grup, quan Jean-Louis Jossic, Jean Chocun i Jean-Paul Corbineau van decidir crear aquest grup. No obstant això, al principi, van prendre el nom "Tri Yann an Naoned" (els tres Joans de Nantes), que acabarien formant Tri Yann.

## Història
La banda va néixer en 1971, quan Jean-Louis Jossic, Jean Chocun i Jean-Paul Corbineau, aficionats a la música cèltica, es van unir per a fer perdurar la música tradicional dels cercles bretons. Després del seu primer disc "Tri Yann an Naoned" en 1972, que serà disc d'or el 1977, el grup va recórrer tota França, apareixent en televisió i ràdio i difonent d'aquesta manera la llengua i cultura bretones. Després del viratge a la fusió cèltica i rock amb el seu quart disc La decouverte ou l'ignorance (referint-se al nacionalisme bretó) de 1975), el grup es llança a Europa en els següents anys, actuant a Alemanya, Suïssa, Bèlgica i fins i tot l'URSS. En 1988 entra a la banda el guitarrista Jean-Luc Chevalier, amb el qual el grup dona un pas més en la seva diversitat i fusió musical. Amb el gran recorregut musical després de gairebé 30 anys des de la seva creació, en 1999, Tri Yann es conforma en el grup actual, amb l'entrada de Konan Mevel, encarregat dels instruments de vent, Fred Bourgeois, pianista i Christophe Peloil, al baixa i violinista.
Actualment és un dels grups cèltics més coneguts a França, juntament amb Gwendal, per la seva posada en escena en els concerts, on solen disfressar-se i interaccionar amb el públic, especialment Jean-Louis Jossic. Compte amb cançons tan conegudes com Dans les prisons de Nantes o La jument de Michao, coneguda també com Le loup, le renard et la bellete. A pesar dels seus més de 30 anys en l'escenari, segueixen actuant i creant discos, com el seu últim disc tret en el 2007: Abysses.

## Temàtica
La temàtica de Tri Yann se centra en el món cèltic i la seva mitologia, especialment en la història de Bretanya, reivindicant la seva llengua i autonomia. En aquest sentit, cap destacar la seva gran quantitat de cançons en l'idioma bretó, o la cançó La decouverte ou l'ignorance, amb la lletra de Morvan Lebesque, conegut polític nacionalista bretó de començaments del segle xx. A més d'aquest contingut mític cèltic, també té temes de reivindicació social i ecologista, com el disc An Héol a zo Glaz (El sol és verd), amb una famosa cançó Kan ar kann (Cant de combat), en el qual narra com els veïns de Plogoff es van enfrontar a les autoritats locals contra la instal·lació d'una central nuclear; o la cançó le soleil est noir (El sol està negre), referint-se a la marea negra que va causar en les costes bretones el vaixell "Amoco Cadiz".

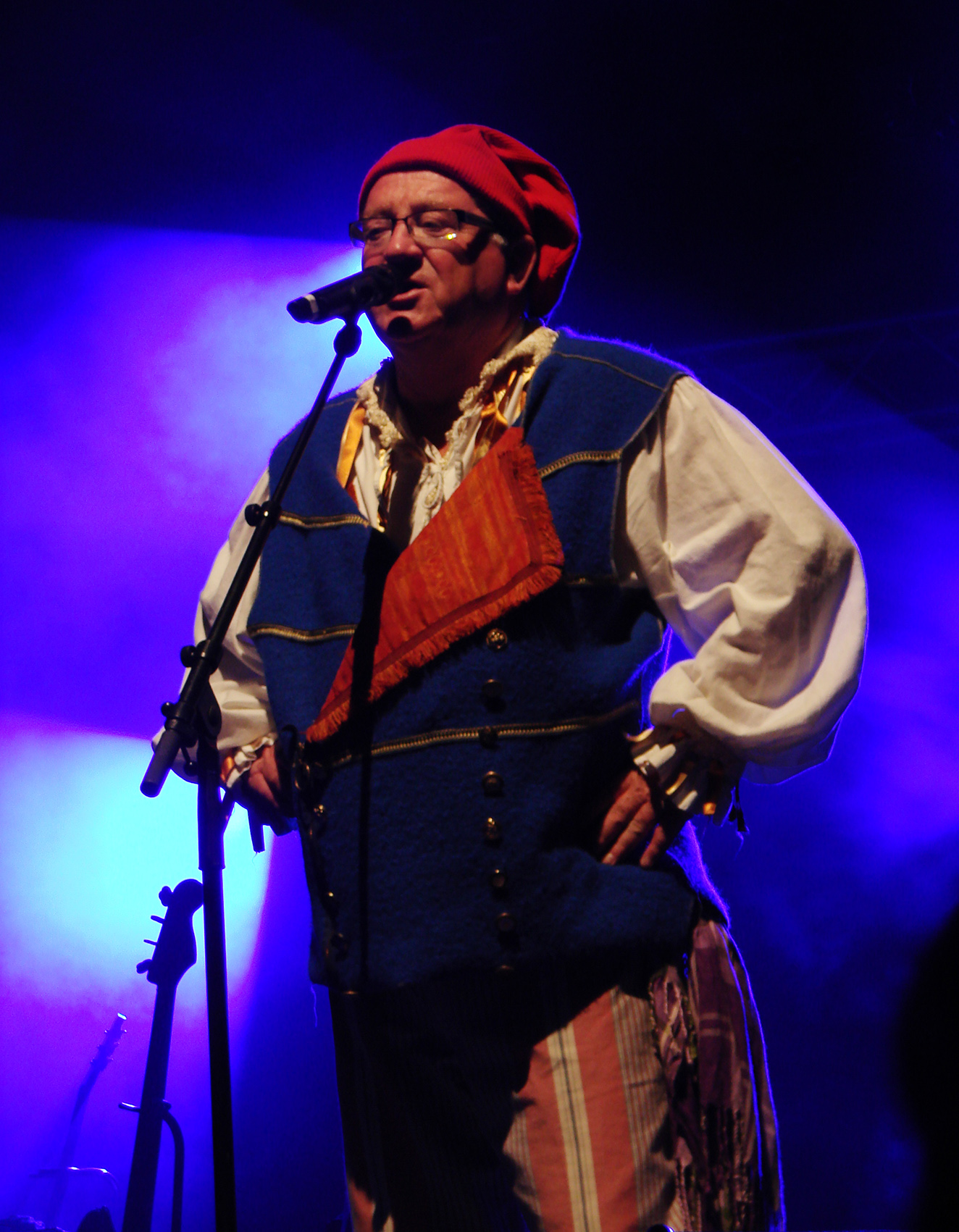
Actuació de Tri Yann

## Instruments
El repertori instrumental de Tri Yann és molt ampli, a causa de la fusió de músiques que porten a terme. Utilitzen instruments tradicionals tant bretones, com europeus com poden ser: 
- Mandolina
- Guitarra
- Guitarra acústica
- Mandoloncello
- Banjo
- Dulcimer
- Bombarda
- Cromorne
- Psalterion
- Chalemie
- Percussions diverses (Tambor, etc.)
- Flauta
- Gaita
- Violí

AL que afegixen instruments elèctrics: 
- Bateria
- Guitarra elèctrica
- Guitarra acústica elèctrica
- Baix
- Piano elèctric
- Saxo midi

## Membres actuals

### Jean Chocun
És un dels membres fundadors del grup en 1971. Autodefinit "mandolinista-comptable", és un dels vocalistes del grup, a més de tocar la mandolina, la guitarra acústica, el dulcimer, el banjo i el mandoloncello.

### Jean Paul Corbineau
És el segon dels tres joans fundadors. A més d'aportar la seva "veu de trobador", toca la guitarra.

### Jean-Louis Jossic

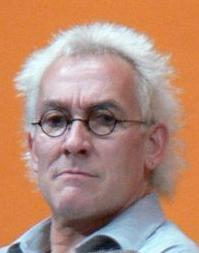
Jean-Louis Jossic

És el tercer membre fundador del grup en 1971. A més de ser conseller de cultura i patrimoni a l'ajuntament de Nantes, és l'ànima del grup, a causa de la seva escenificació en els concerts i els contes que narra per a encendre al públic. És la veu principal i, a més, és qui toca els instruments típics medievals: bombarda, cromorne, psalterion i chalemie.

### Gérard Goron
Va accedir al grup en 1977 com a bateria, aportant un toc més rocker a la banda, que fins llavors era més "tradicional" quant als seus instruments. Col·labora en la creació dels àlbums del grup en els estudis de Marzelle. A més, toca la mandolina, el dulcimer, el mandoloncello i fa cors.

### Jean-Luc Chevalier
Va entrar a Tri Yann el 1988 com guitarrista principal, aportant la seva experiència d'anys tocant en petits grups de rock i jazz fusió, així com en el grup Magma. A més de tocar el baix, és l'autor de la majoria de les composicions musicals.

### Konan Mevel
Des de 1999 és el músic del grup que toca instruments de vent de tota mena: des de gaites a flautes; en francès: veuze, northumbrian pipes i Uilleann pipes; així com instruments electrònics i de percussió.

### Fred Bourgeois
També en 1999, Frederic Bourgeois va introduir el seu piano i el seu estil jazz al Tri Yann. A més de tocar el piano elèctric, fa cors.

### Christophe Peloil
És el tercer músic que va entrar en el grup en 1999. Toca el baix i el violí, amb una presència musical en les cançons de Tri Yann a causa dels seus solos amb el violí. També fa cors.

## Antics membres
- Bernard Baudriller. Va ser membre del grup des de 1971 fins a 1985, fou cantant i tocava baix, el contrabaix, el violí, el violoncel i la flauta travessera.
- Bruno Sabathe. Tocava el piano.
- Christophe Le Helley. Tocava instruments medievals, l'harpa cèltica i el piano. Va entrar en el grup en 1993, substituint Sabathe. En 1998, deixarà el grup.
- Louis-Marie Seveno (Lumi). Tocava el baix, l'el violí i la flauta irlandesa; va entrar en el grup en 1986
- Christian Vignoles. Va ser, des de 1979 a 1984 el guitarrista i baixista del grup. A més, tocava el piano.
- Jérome Gasmi. Va ser substituït en la bateria en 1977 per Gerard Goron.
- Mylène Coué. Veu.
- Bleunwenn Mevel. Veu.

## Discografia

### Àlbums
- 1972 Tri Yann an Naoned
- 1973 Dix ans, Dix filles
- 1974 Suite Gallaise
- 1976 La Découverte ou l'Ignorance
- 1978 Urba
- 1981 An Héol a zo Glaz Le Soleil est Vert
- 1983 Café du Bon Coin
- 1985 Anniverscène(Live)
- 1988 Le Vaisseau de Pierre
- 1990 Belle et rebelle
- 1995 Portraits
- 1996 Tri Yann en concert
- 1998 La veillée du troisième millénaire
- 1998 Tri Yann et l'Orchestre national des Pays de la Loire, La Tradition Symphonique
- 2001 Le Pélégrin
- 2001 30 ans au Zénith
- 2003 Marines
- 2004 Tri Yann et l'Orchestre national des Pays de la Loire, la Tradition Symphonique 2
- 2007 Abysses

### Recopilacions
- 1986 Master Série.
- 1994 Inventaire 1970-1993
- 1995 Inventaire Volume 2
- 1996 Ar Gwellañ gant Tri Yann - Le Meilleur de Tri Yann (2 CD)
- 1998 Trilogie (3 CD)
- 1999 L'essentiel en concert
- 2003 La musique a une histoire. Anthologie Tri Yann (3 CD)
- 2007 Tri Yann - Best of (1972 - 1990)
- 2007 Morceaux de Choix : Recopilació feta pel grup.

### VHS-DVD
- 1993 Inventaire le concert (réalisation : Christian Robin). Uniquement VHS
- 1996 Les coulisses de Tri Yann Tournée été 1996 (un film de Christophe Dagobert). Uniquement VHS
- 2001 Trente ans au Zénith (DVD)
- 2004 Les racines du futur (DVD + CD d'àudio recopilatori)

Apariciones a
- 1999 Bretagnes à Bercy (DVD. 3 cançons soles, 3 cancons amb Dan Ar Braz, Gilles Servat, Alan Stivell i Armens.
- 2002 Festival Interceltique de Lorient (DVD. amb una cançó de Tri Yann)
- 2004 Nuit Celtique III invite la Corse. Au stade de France (DVD)

### Otros
- 2006 Conte-llegenda musical: Le Secret du Vieux Coquillage Blanc. (CD Participà en tres contes)
- 2005 Conte: Tri Yann, Histoire de jean(s)